# سیارک ۲۱۰۱۴
سیارک ۲۱۰۱۴ (به انگلیسی: 21014 Daishi، نامگذاری:1988TS1) بیست و یک هزار و چهاردهمین سیارک کشف شده‌است که در ۱۳ اکتبر ۱۹۸۸ کشف شد.
قدر مطلق سیارک برابر ۲۸.۲ است.